# 朱德群
朱德群（英語：Chu Teh-Chun，1920年10月24日—2014年3月26日），原名朱德萃，華裔法國油畫家，出生于蕭縣（今属安徽宿州），是法蘭西藝術院中的第一位華裔院士。1935年考入國立杭州藝術專科學校，師從油畫家方幹民和吴大羽。畢業後在中央大學任教，1949年年隨校遷往台灣，1955年年赴法國後定居，1997年年當選為法法蘭西藝術院院士。朱德群的繪畫風格到法國後從寫實轉為抽象，經常用矩形色塊堆砌，如同山城夜景，明暗對比極其強烈，具有獨特的藝術風格。妻子為董景昭，育有二子朱以華、朱以峰。朱德群與吳冠中、趙無極並稱中國藝術界的「留法三劍客」。

## 年表
- 1920：10月24日中國徐州市蕭縣白土鎮出生。
- 1935──1944：考入杭州藝專，當時校長是林風眠，師從方幹民、吴大羽。朱德群回忆，给他最多教益的是吴大羽和方幹民二位老师，方幹民给他「結實的基礎」而吳大羽則「把我們從印象派引到後期印象派至野獸派」。[2]後來服兵役期間認識吳冠中成為好友，並介紹他考藝專。七七事變，隨師生逃難。
- 1945──1948：到南京中央大學教書。
- 1949──1955：到台灣，51年起任教台灣師範大學直至55年3月28日。以畫展收入作資本到法國進修，經香港，在5月5日到達巴黎。
- 1957：以太太董景昭的肖像畫得巴黎春季沙龍銀奬。
- 1985：5月到香港任中大校外評審，30年後重遊舊地。
- 1991：搬到法国马恩河谷省塞纳河畔维提。
- 1997：12月7日獲頒法蘭西藝術院院士。
- 2001：6月获骑士级学术界棕榈叶勋章，7月14日获骑士级法國榮譽軍團勳章。[3]
- 2006：5月12日獲頒歐洲傑出人材奬。
- 2014：3月26日在巴黎家中逝世，享年94歲。[4]

## 拍賣紀錄
2012年，1987年創作的《白色森林之二》在香港佳士得秋季拍賣拍出6002萬港元，創下朱德群拍賣最高紀錄。
2016年11月，《雪霏霏》在香港佳士得秋拍以9182萬港元成交，創下朱德群拍賣最高紀錄。
2021年4月，《盛世雪》在香港蘇富比春派以加佣金2.2956亿港元拍出，再度刷新朱德群拍賣紀錄。

## 評價
- 王承昊在《傳統之根——試論趙無極、 朱德群、 吳冠中的中國藝術精神》一文中寫到：「趙無極、朱德群、吳冠中......先後進入杭州國立藝專學習時，正值學校的鼎盛時期。校長林風眠以蔡元培「思想自由，兼容並包」的辦學宗旨廣納賢才，這裡既有像潘天壽這樣傳統功力深厚的國畫大師，也有像吳大羽、方幹民這樣深通西方現代繪畫藝理的著名畫家，這使得他們在校的學習能在一個容納中西、開闊視野的學術環境下，吸收中西文化的精髓......林風眠、潘天壽、吳大羽、方幹民等藝術教育的形式與思想更深深影響了當時的朱德群、 趙無極、吳冠中。探尋西方藝術之源成為三人共同的夢想。」[5]
- 劉鉞在《左杭州、右巴黎—西湖畫派六人集論》一書中將林風眠、吳大羽、方幹民、趙無極、朱德群和吳冠中六人作為一個畫派—「西湖畫派」。

### 引用
1. ↑  巴黎美術馆回顾朱德群“走向抽象之路” 的存檔，存档日期2014-03-01.，亚太日报，2013年10月11日
2. ↑  . www.fr-cn.fr.   [2018-02-22]. （原始内容存档于2018-02-23）.
3. ↑  陶宏. . 安徽美术出版社. 2015年. ISBN 9787539861487.
4. ↑  抽象畫家朱德群逝世　留法三劍客時代結束 （页面存档备份，存于），《蘋果日報》，27-3-2014。
5. ↑  王承昊. . China Academic Journal Electronic Publishing House: 100-102.

### 网页
- 法兰西艺术院关于朱德群介绍